# Anna Alma-Tadema
Pour les articles homonymes, voir Alma-Tadema.
Anna Alma-Tadema est une peintre britannique née le 16 mai 1867 et morte le 5 juillet 1943.
Elle est une des deux filles de Lawrence Alma-Tadema (1836-1912) et la sœur de Laurence Alma-Tadema (1865-1940).

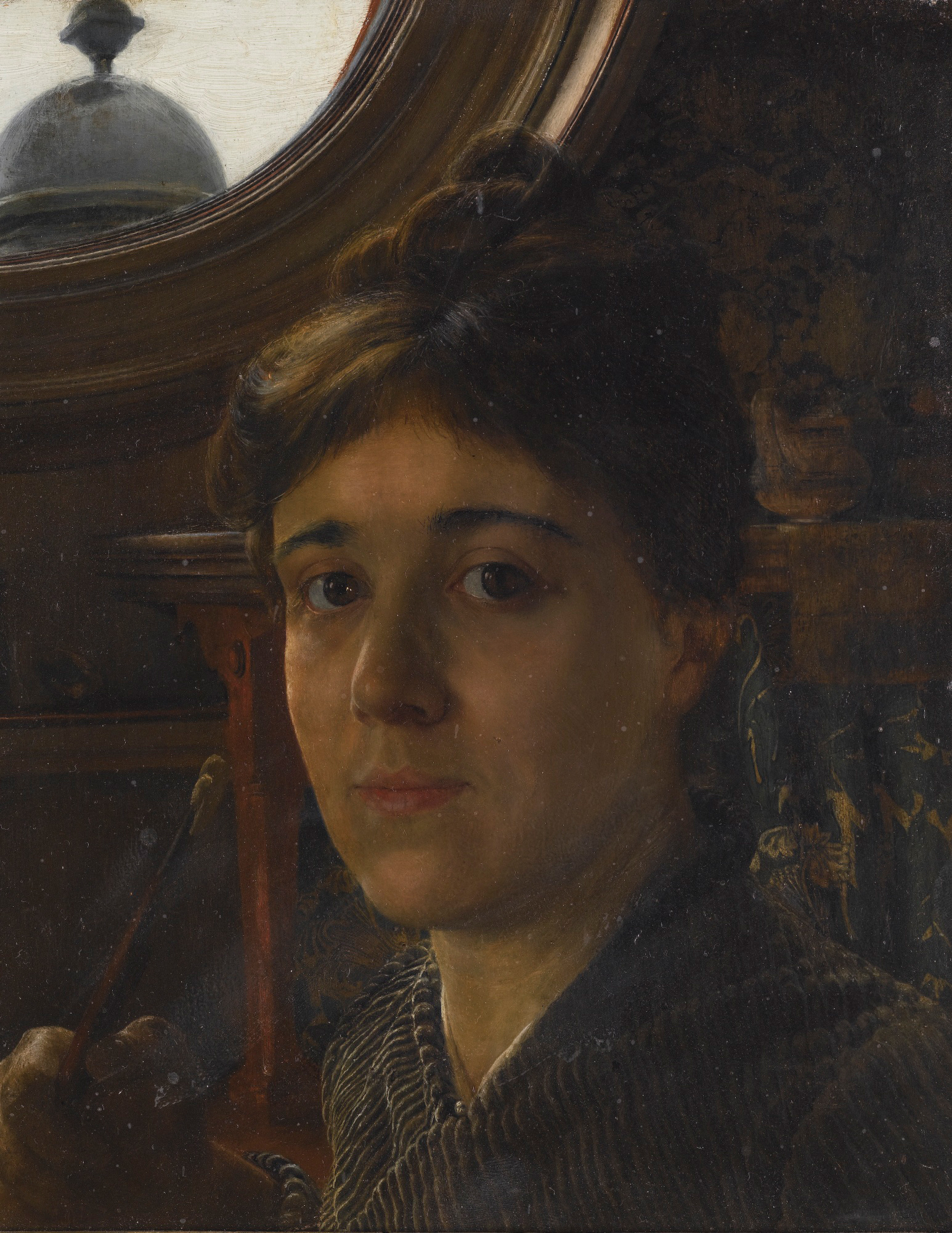
Autoportrait, c.1900

Œuvres d'Anna Alma-Tadema
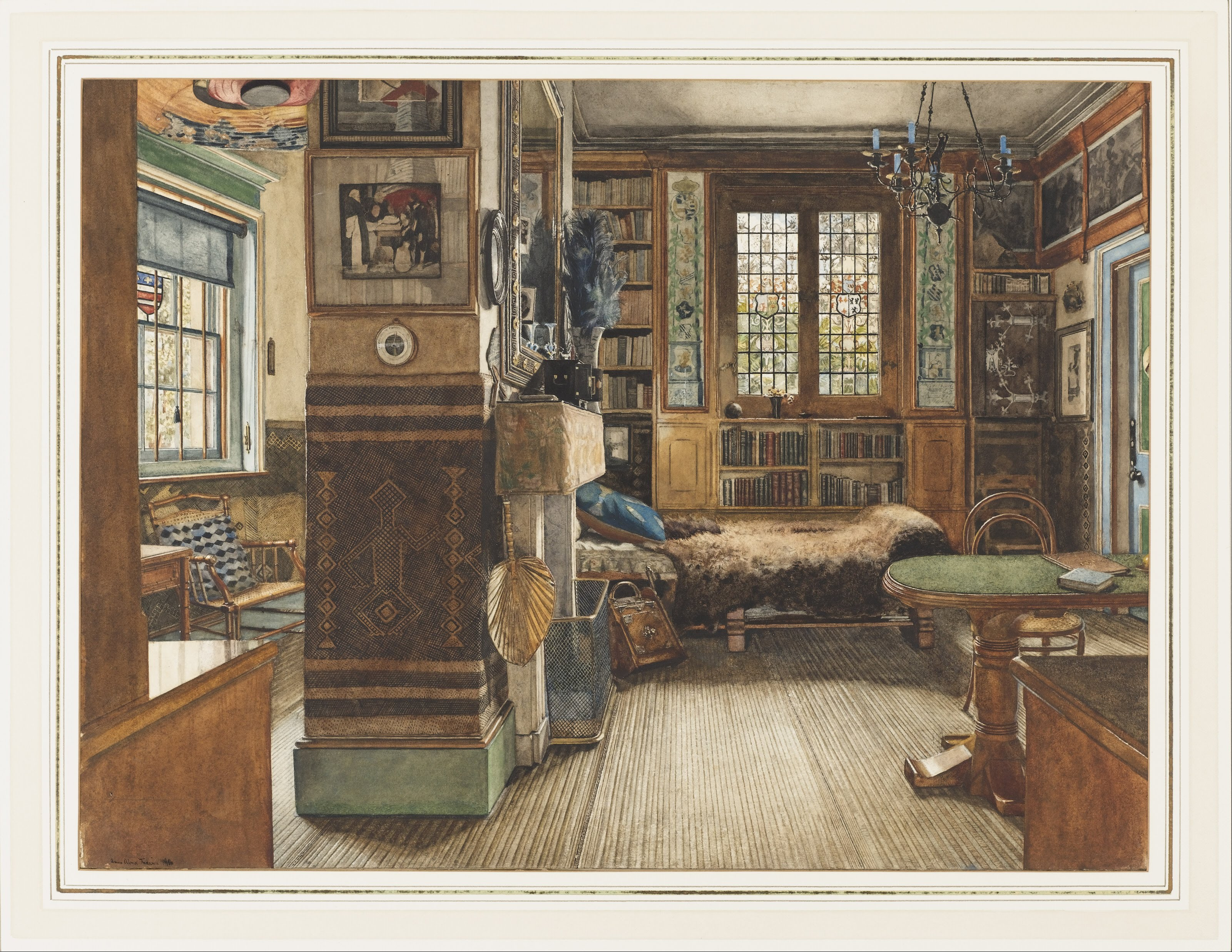
Bibliothèque de Sir Lawrence Alma-Tadema à Townshend House, Londres (1884), aquarelle et gouache, New York, Cooper–Hewitt, Smithsonian Design Museum.
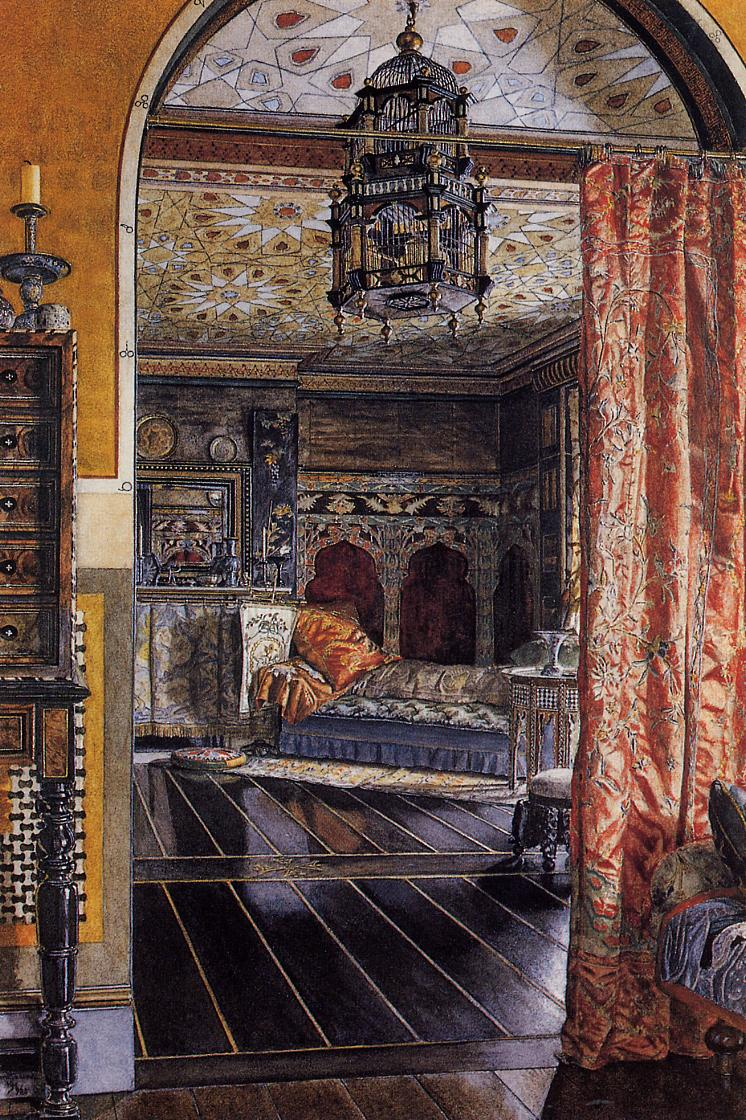
The Drawing Room, Townshend House (1885), aquarelle, Londres, Royal Academy.
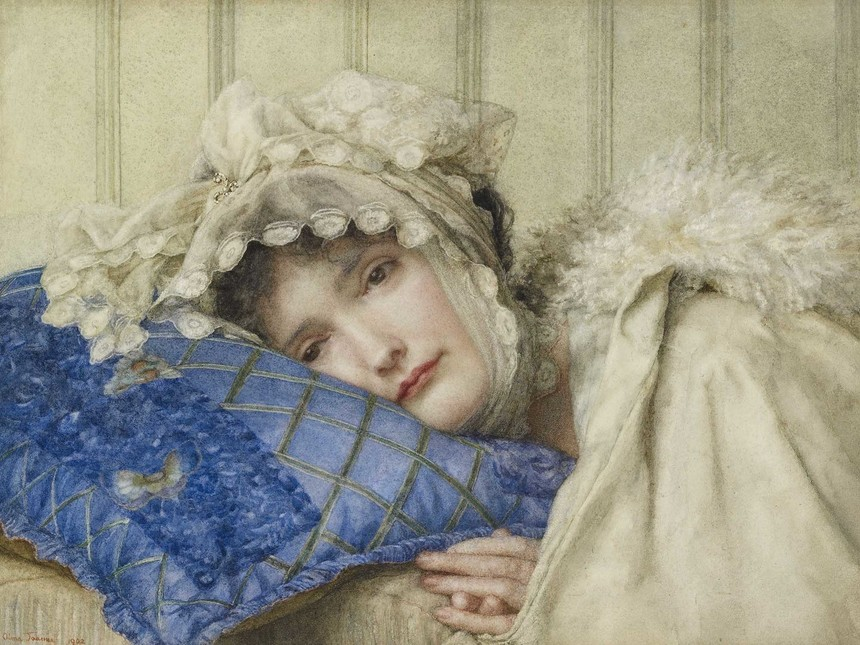
Girl in a Bonnet with her Head on a Blue Pillow (1902), aquarelle, Oxford, Ashmolean Museum.